# Driek Pakaon

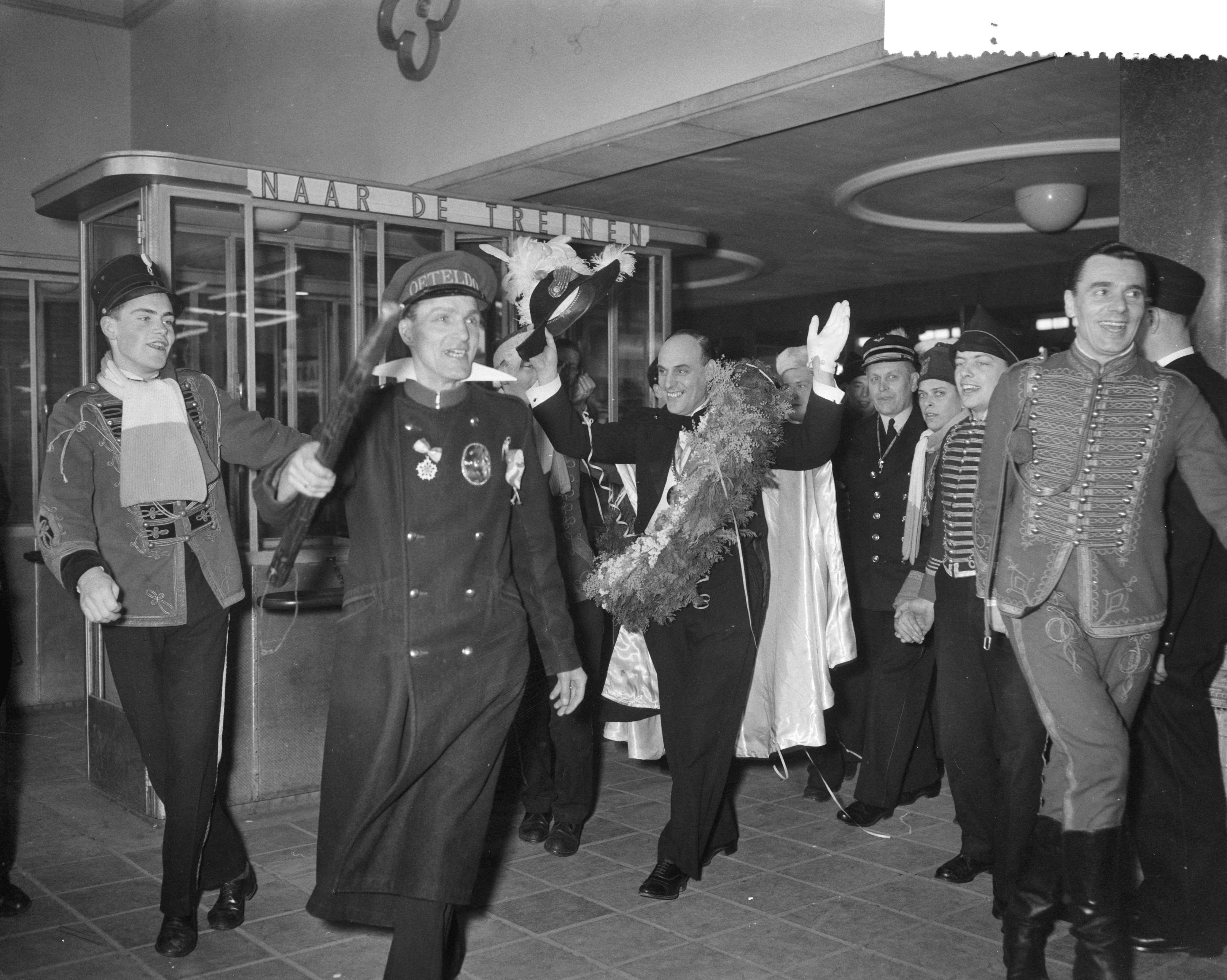
Driek Pakaon loopt voorop bij de Intocht van Prins Amadeiro op Oeteldonk Centroal (1957)

Driek Pakaon (Driek Pak-aan) is een carnavalesk figuur tijdens het carnaval in Oeteldonk. Driek is de Veldwachter van Oeteldonk.
Driek draagt een blauwe pantalon met een rode bies, donkerblauw jasje met koperen knopen, rode epauletten en rode boord met daaronder een witte puntboord. Hij heeft ook een donkerblauwe kleppet met een rode band met het woord Oeteldonk.
Hij draagt zorg voor de Peer en de Prins. Dit gebeurt in overleg met de Korporaal van ut Gevollug en D'n Assessor Kees Minkels. Zijn taak is naast het bewaken van de Peer en Prins om de Vrollie [het vrouwenvolk] af te houden van beiden.
Zoals met een aantal andere zaken in Oeteldonk is er ook rond de figuur Driek Pakaon een opvallende traditie. De rol wordt namelijk sinds de oprichting van de Oeteldonksche Club in 1882 vervuld door de familie Stolzenbach. De rol wordt van vader op zoon overgedragen. De huidige Driek Pakaon is de vijfde Stolzenbach die deze rol vervult.